# Alexander von Humboldt
Friedrich Wilhelm Heinrich Alexander von Humboldt (ou Frederico Guilherme Henrique Alexandre), o barão de Humboldt (Berlim, 14 de setembro de 1769 – 6 de maio de 1859), mais conhecido como Alexander von Humboldt, foi um geógrafo, polímata, naturalista, explorador e proponente da filosofia romântica prussiano.
Era o irmão mais novo do ministro prussiano, filósofo e linguista Wilhelm von Humboldt (1767–1835). O volume de seu trabalho em botânica e geografia levou à fundação do campo da biogeografia. A defesa de Humboldt da medição geofísica sistemática de longo prazo lançou as bases para o monitoramento geomagnético e meteorológico moderno.
Entre 1799 e 1804, Humboldt viajou extensivamente pelas Américas, explorando e descrevendo-as pela primeira vez de um ponto de vista científico ocidental moderno. Sua descrição da viagem foi escrita e publicada em vários volumes ao longo de 21 anos. Humboldt foi uma das primeiras pessoas a propor que as terras que margeiam o Oceano Atlântico foram uma vez unidas (América do Sul e África em particular). Humboldt ressuscitou o uso da palavra "cosmos" do grego antigo e o atribuiu a seu tratado de vários volumes, Kosmos, no qual ele procurou unificar diversos ramos do conhecimento científico e da cultura. Este importante trabalho também motivou uma percepção holística do universo como uma entidade integrada.
Foi a primeira pessoa a descrever o fenômeno e a causa da mudança climática induzida pela humanidade em 1800 e novamente em 1831, baseada em observações colhidas em suas viagens.
Humboldt é visto como "o pai da ecologia" e "o pai do ambientalismo".

## Biografia

### Infância

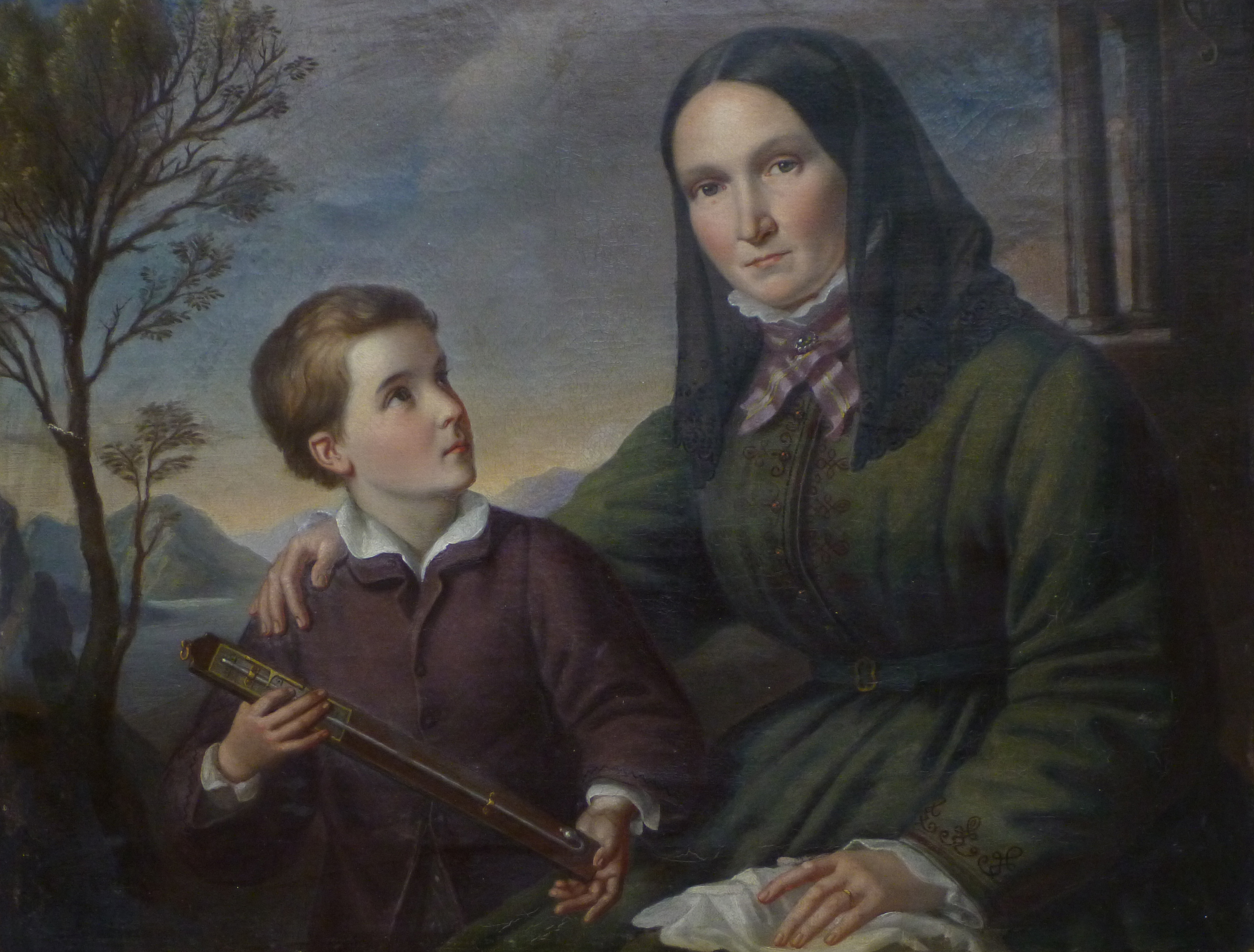
Humboldt ainda menino e a mãe, Marie Elisabeth (Colomb) von Humboldt

Humboldt nasceu em 14 de setembro de 1769, em Berlim, no seio de uma família prussiana abastada e aristocrática. Seu pai, Alexander Georg von Humboldt, era oficial do Exército, alto funcionário da corte prussiana e confidente do futuro rei Frederico Guilherme II. Sua mãe, Marie Elisabeth, era filha de um industrial bastante rico, que levara para o casamento e para a família Humboldt muitas terras e dinheiro.
Ainda que tenham vivido em uma família rica, que passava os verões no pequeno castelo de Tegel, de propriedade da família, a infância de Alexander e de seu irmão mais velho, Wilhelm, foi infeliz. Quando Alexander tinha 9 anos, seu pai faleceu subitamente e Marie nunca demonstrou afeto pelos dois filhos. O pai era responsável por qualquer carinho e atenção dispensados aos meninos. Ainda que não lhes desse amor, ela deu aos dois a melhor educação da época. Eles tinham tutores particulares à disposição, todos eles dotados de pensamentos iluministas que incutiram nos garotos o amor pelo conhecimento. O ensino oferecido a seu irmão Wilhelm era difícil de acompanhar para o pequeno Alexander, que tinha que aprender as mesmas coisas mesmo sendo mais novo, o que fazia seus preceptores duvidarem da inteligência do menino.
Sempre que possível, Alexander escapava das aulas e ia para os jardins da residência da família em Berlim onde vagueava pelos campos, desenhando pedras, plantas, animais, guardando no bolso tudo o que encontrasse e achasse interessante. Por conta desse comportamento, sua família o apelidou de "pequeno boticário", ainda que não levassem a sério seus interesses. A vida na casa da família Humboldt era fria e distante e Alexander se acostumou a fingir já que nunca podia se expressar sobre as coisas que lhe interessavam.
Enquanto Alexander era aventureiro, que gostava de estar ao ar livre, seu irmão Wilhelm era sério, estudioso e centrado. Enquanto Wilhelm mergulhava nos livros, Alexander mergulhava nos bosques ao redor de Tegel em busca de espécimens.

### Juventude
Alexander se tornou um jovem não muito alto, com 1,73 m, mas sua postura ereta, esbelta e garbosa o fazia parecer mais alto. Tinha olhos e atitudes questionadoras e ligeiras, cabelos desgrenhados, mas vivia adoentado, sofrendo de febres constantes e neurastenia. A fim de esconder sua vulnerabilidade, Alexander desenvolveu um humor ácido, além de agudez mental que se tornaram conhecidas entre os membros da família e seus amigos mais próximos. Wilhelm dizia que seu irmão nunca foi maldoso ou perverso, mas que tinha a necessidade de brilhar e de se destacar entre os demais. Ele parecia ansioso e dividido entre o desejo de ser independente e o de receber elogios.
Os jovens Wilhelm e Alexander ingressaram cedo nos círculos intelectuais de Berlim, onde puderam discutir educação, liberdade e ciência.  Porém, sua mãe deixara claro que gostaria que os irmãos seguissem carreira no funcionalismo público e por serem financeiramente dependentes dela, tiveram que acatar. Quando Alexander completou 18 anos, sua mãe o enviou para a Universidade de Frankfurt and der Order, a 112 km de Berlim. Era uma instituição provinciana, mas que ficava perto de Tegel.
Alexander estudou um semestre de administração governamental e economia política e sentiu-se pronto para se juntar ao irmão em Göttingen, uma das melhores universidades dos estados germânicos. Enquanto Wilhelm cursou direito, Alexander se concentrou em ciências, matemática e línguas e, embora estivessem na mesma cidade, passavam pouco tempo juntos, já que tinham temperados bastante diferentes.
O espírito livre de Alexander já começava a se manifestar. Diferente do irmão, que estudava com afinco, Alexander sonhava em sair da Prússia. Ainda criança tinha lido sobre as aventuras de James Cook e Louis Antoine de Bougainville, e se imaginava caminhando em terras distantes. O desejo se solidificou depois que Alexander e seu amigo Georg Forster saíram em uma jornada de quatro meses pela Europa. Forster era um naturalista alemão que acompanhara o capitão Cook em sua segunda viagem ao redor do mundo. Ele conheceu o jovem Alexander em Göttingen e costumavam conversar sobre tal expedição.
Na primavera de 1790, Forster e Alexander partiram para a Inglaterra, passando pelos Países Baixos e pela França. Em Londres, ele pode ver os navios carregados de mercadorias exóticas subindo e descendo o rio Tâmisa e foi apresentado a vários botânicos, exploradores, artistas e pensadores. Mas a angústia de não poder partir e conhecer o mundo o atormentava.
| “ | Há em mim um ímpeto que muitas vezes me leva a sentir que estou perdendo o juízo. | ” |

Alexander se sentiu impelido a se candidatar a uma vaga em um navio que convocava marinheiros, mas ele também temia a reação da mãe e era também dependente dela financeiramente. Dessa forma, ele retornou a Berlim e no final de 1790 começou a estudar finanças e economia na academia de comércio de Hamburgo, curso que odiava devido aos cálculos e à matemática. Em seu tempo livre, ele se dedicava às suas explorações, lia tratados científicos e livros de viagem, em uma tentativa de adquirir conhecimento e também de se testar com frequência.
Aos 21 anos, Alexander concluiu os estudos em Hamburgo e sujeitando-se aos desejos da mãe mais uma vez, ele se matriculou em junho de 1791 na academia de mineração de Freiberg, próxima a Dresden. Era uma tentativa de conciliação entre os dois, já que prepararia Alexander para uma carreira no Ministério de Minas da Prússia, mas que também lhe dava a oportunidade de estudar geologia e minerais. Em apenas oito meses, Alexander concluiu um programa de estudos que outros estudantes levavam três anos para concluir.
Todos os dias ele acordava bem cedo e caminhava para uma das minas ao redor de Feiberg e passava as próximas cinco horas escavando, investigando e estudando a construção de minas, os métodos de trabalho e, o principal, as rochas. Assim que terminava, ele sacudia a poeira das roupas e corria para a academia para assistir a seminários e aulas sobre minerais e geologia. À noite, ele se sentava em sua escrivaninha para ler e estudar. Em seu tempo livre realizava experimentos, coletava plantas, rochas, insetos, medindo, classificando e anotando cada um deles em seus cadernos.
Pouco depois de chegar a Freiberg, Alexander teve que ir de carruagem até Erfurt, cerca de 160 km de distância, a oeste, para o casamento de seu irmão com sua noiva, Caroline. Mas ao invés de se juntar às festividades, ele transformou a ocasião em uma expedição geológica de 965km pela região da Turíngia. Ainda que achasse o comportamento do cunhado engraçado, Caroline também se preocupava com ele, vendo toda a energia que ele desprendia com as menores coisas e seu ímpeto impulsivo.

## Carreira
Seu empenho na academia de mineração acabou rendendo frutos. Assim que concluiu os estudos, ele foi nomeado inspetor de minas com apenas 22 anos, um feito notável para alguém tão jovem que desbancou profissionais mais velhos e experientes. Mas não era exatamente o trabalho nas minas que o interessava e sim as longas viagens que poderia fazer para avaliar solos, poços de minas e minérios, desde o carvão de Brandemburgo até as minas de sal da Polônia.
Ainda que tivesse a oportunidade de viajar bastante, ele se sentia solitário e escrevia longas cartas ao irmão e aos amigos a respeito. No âmbito profissional, sua carreira estava em ascensão. Com o intuito de melhorar a segurança dos trabalhadores, ele inventou uma máscara respiratória e uma lâmpada perene que funcionava nos poços mais profundos. Escreveu livros-textos para eles e fundou uma escola de mineração para melhor capacitá-los. Valendo-se de textos antigos, ele passava semanas decifrando tais documentos de maneira a identificar novos veios em minas já fechadas.
Toda a carga de trabalho o deixava doente. Ele era acometido por febres e desordens nervosas com frequência. Mesmo assim, acreditando que era apenas excesso de trabalho e as condições frias e úmidas das minas, Alexander publicou seus primeiros livros. Um deles era um trabalho sobre os basaltos encontrado no rio Reno e o outro versava sobre a flora subterrânea de Freiberg.
Além de seu trabalho nas minas, Alexander encontrava tempo para realizar experimentos. Interessado em galvanismo, ele deu início a uma longa série de quatro mil experimentos onde cortou, espetou e eletrocutou rãs, lagartos e camundongos. Não satisfeitos com suas cobaias, ele começou a realizar os experimentos em seu próprio corpo, carregando seus instrumentos em suas viagens a trabalho e realizando-os nos alojamentos onde parava para descansar. Com um bisturi, ele fazia incisões nos braços e no torso e depois esfregava produtos químicos e ácidos dentro das feridas abertas ou inseria metais, fios e eletrodos sob a pele e até embaixo da língua. Qualquer sensação era rigorosamente anotada, porém alguns desses ferimentos acabavam infeccionando e ele ficava com vergões avermelhados na pele por vários dias.

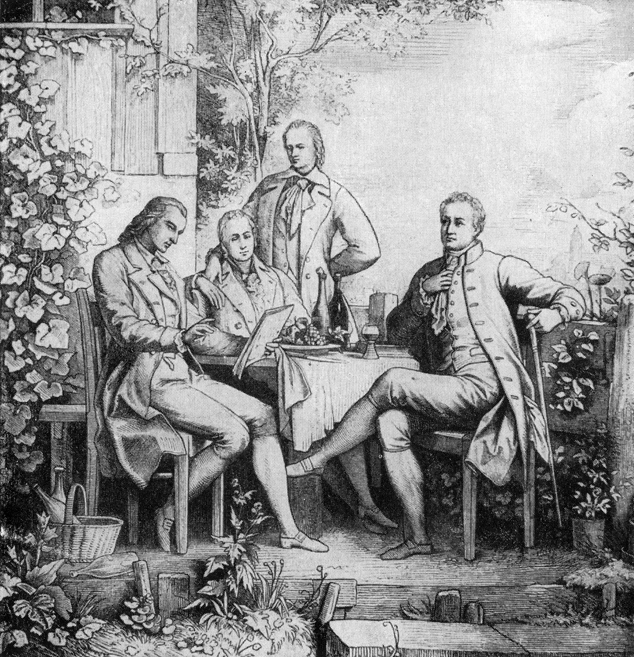
Schiller, Wilhelm, Alexander von Humboldt e Goethe em Jena

Em 1794, Alexander interrompeu seus experimentos e suas viagens de inspeção de minas para visitar o irmão. Wilhelm já tinha dois meninos à essa altura e morava em na pequena cidade de Jena, cerca de 240 km a sudoeste de Berlim. Wilhelm e Caroline se mudaram havia pouco tempo, mas já faziam parte do círculo intelectual da cidade, sendo amigos de Friedrich Schiller e de Johann Wolfgang von Goethe. Durante a visita de Alexander ao irmão, os quatro se reuniam com frequência, entretidos em ruidosos debates e risadas até altas horas da noite. Os assuntos muitas vezes versavam sobre as ciências naturais, das quais Alexander era um orador ruidoso e entusiasmado.
Alexander e Goethe se tornaram grandes amigos e ao longo dos anos, sempre que possível, os dois viajavam juntos em expedições intelectuais. O período passado em Jena foi fundamental para a posterior formulação de sua visão natural, onde ele abriu mão da pesquisa puramente empírica para desenvolver sua própria interpretação da natureza, um conceito que conciliava a exatidão de dados científicos e uma resposta emocional ao que estava observando.
Em novembro de 1796, Marie Elizabeth morreu devido a um câncer. Os filhos admitiram não sentir tanta tristeza pela partida da mãe, que sempre encontrava defeitos em tudo o que os filhos faziam. Wilhelm chegou a se mudar para cuidar da mãe, mas as constantes críticas e a solidão o fizeram retornar para Jena um ano e três meses depois de sua chegada. Marie faleceu duas semanas depois, tendo apenas a presença dos empregados da casa em seu leito de morte.
Os irmãos não compareceram ao funeral da mãe. Empolgado com a visibilidade que sua carreira vinha ganhando, Alexander anunciou sua grande viagem e seus preparativos. Um mês depois da morte da mãe, Alexander pediu demissão de seu cargo de inspetor de minas. Wilhelm aguardou mais alguns meses, mas por fim também se exonerou de seu cargo e se mudou para Dresden e depois para Paris, onde junto de Caroline sua casa se converteu em um salão de convívio para escritores, poetas e artistas variados do cenário europeu.

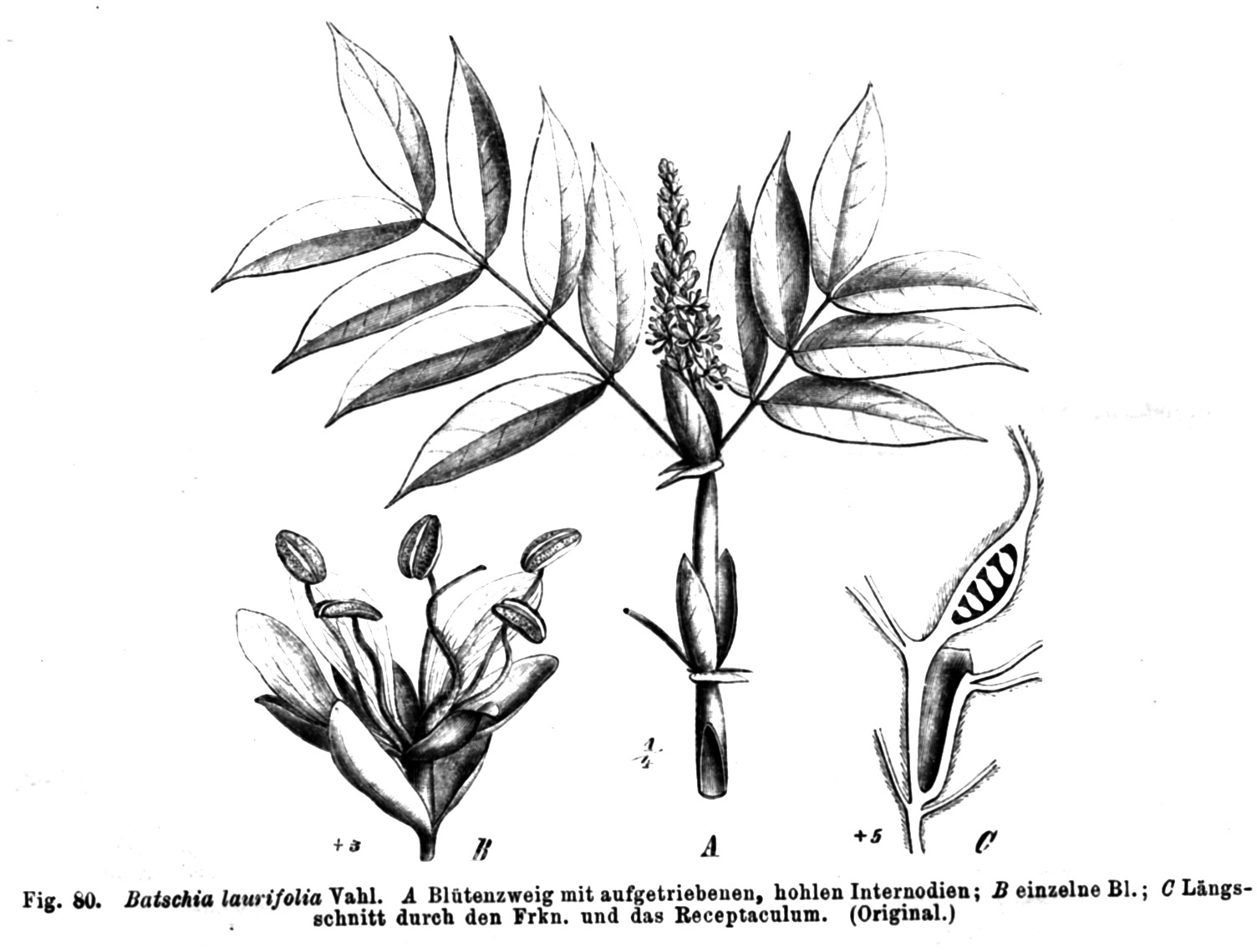
Humboldtia laurifolia, ilustração de 1891

Com a morte da mãe, os dois ficaram ricos. Alexander, sozinho, herdara quase 100 000 táleres e, portanto, rico o bastante para custear a longa viagem que sempre sonhou fazer. Ele não estava interessado em luxos e sim em equipamentos científicos sofisticados que pudesse levar para sua jornada, uma que ainda não tinha destino certo. Suas publicações até aquele momento elevaram seu nome na Europa e até uma árvore originária da Índia fora nomeada em sua homenagem: Humboldtia laurifolia.
Nos meses seguintes, ele entrevistou cientistas, além de ter aprendido a usar um sextante. Escalou os Alpes e os estudou a fim de poder estudar outras montanhas e compará-las. Realizou mais experimentos com eletricidade em Jena e em Viena estudo plantas tropicais nas estufas do jardim imperial, onde tentou convencer o diretor, Joseph van der Schot de acompanhá-lo em sua expedição. No inverno rigoroso daquele ano, ficou em Salzburgo, onde mediu a altitude dos Alpes austríacos e testou seus novos instrumentos meteorológicos. Enfrentou temporais gelados para poder detectar a eletricidade na atmosfera correndo um risco altíssimo de ser atingido por um raio.
| “ | É simplesmente assim que eu sou, eu faço o que faço, de forma impetuosa e vigorosa. | ” |

Alexander se preparou durante um ano. Estava com os baús cheios de provisões e equipamentos, porém a situação política na Europa não era favorável para sua expedição. Boa parte do continente estava mergulhada nas Guerras Revolucionárias Francesas e a execução de Luís XVI em janeiro de 1793 unira várias nações do continente contra a França, que começou a declarar guerra a um país após o outro em uma longa lista de inimigos como Portugal, Espanha, Áustria, Prússia e Inglaterra.
Com ganhos e perdas de todos os lados, e tratados assinados e depois violados, em 1798, Napoleão conquistara a Bélgica, a Renânia, os Países Baixos Austríacos e boa parte da Itália. Alexander estava sem opções e precisava encontrar uma nação que o autorizasse a tomar parte de alguma expedição ou que lhe concedesse salvo-conduto rumo a uma das possessões coloniais. Pediu ajuda aos ingleses, aos franceses, aos dinamarqueses. Chegou a aceitar acompanhar o Duque de Bristol em uma missão Egito, mas o duque foi preso pelos franceses por suspeita de espionagem.
No final de 1798, Alexander foi a Paris visitar o irmão e a cunhada. Na cidade luz ele passou tempo com a família, mas também enviou cartas para manter contatos ativos e adulou pessoas, visitou cientistas e buscou patrocinadores para sua expedição. Em suas visitas ele conheceu um de seus heróis de infância, o almirante Louis Antoine de Bougainville, já idoso, mas que estava cogitando uma nova viagem pelo globo, desta vez até o Polo Sul. Impressionando com o jovem Alexander, Louis o convidou a partir com ele.
Foi também em Paris que Alexander conheceu um jovem artista francês, Aimé Bonpland. Nascido em La Rochelle e versado em botânica e ciências naturais, Bonpland vinha de uma família naval e estava ávido para ver o mundo. Os dois logo se tornaram amigos inseparáveis. Porém, a expedição de Bougainville acabaria sendo cancelada devido à escassez de recursos do governo francês. Alexander não se deixou abater e pensou em se juntar à expedição científica que acompanharia o Exército de Napoleão em sua invasão ao Egito.
Enquanto buscava um navio para levá-lo até lá, ele entrou em contato com o cônsul sueco em Paris, que prometeu providenciar uma passagem para ele de Marselha até Argel, de onde poderia viajar até o Egito. Ele também pediu a um amigo inglês que conseguisse um passaporte para Bonpland, para o caso de encontrarem um navio inglês. Com todas as providências prontas, os dois partiram para Marselha, mas nada aconteceu. Por dois meses, eles subiram a colina da velha igreja de Notre-Dame de la Garde para observar a enseada em busca de navios.
A fragata que os levaria até Argel, porém, ficou muito danificada numa tempestade. Alexander então decidiu fretar sua própria embarcação, mas descobriu que, mesmo com todo o dinheiro que tinha, as guerras tornaram impossível encontrar um navio em boas condições. Exasperado para partir, ele decidiu ir até Madri. Mesmo com a desconfiança dos espanhóis com estrangeiros, ele acionou seus contatos na corte e conseguiu entrar na cidade. Sob a expressa condição de que ele deveria financiar sua própria expedição, o rei Carlos IV de Espanha providenciou um passaporte para as colônias para os dois exploradores. Em troca, Alexander concordou em despachar para a Espanha flora e fauna locais para os jardins do rei. A decisão espantou até mesmo os espanhóis, que nunca viram um estrangeiro obter tanta liberdade para explorar os territórios hispânicos.
Cinco dias após receber os passaportes, ele e Bonpland partiram de Madri para La Coruña, onde a fragata Pizarro os aguardava. No começo de junho de 1799, o navio estava pronto para içar as velas, mesmo com o alerta de que havia navios ingleses na área. Alexander levava consigo 42 equipamentos científicos, além de frascos de armazenamento de amostras, papel, balanças e ferramentas.
Duas semanas no mar os levaram até as Ilhas Canárias. O navio ficaria atracado em Tenerife por apenas dois dias, assim Alexander e Bonpland correram para o pé do vulcão Pico del Teide, escalando até o pico a mais de 3 650 metros de altitude. Alexander só desceu porque os homens que o acompanhavam começaram a reclamar do vento e do frio.

### Expedição pela América Latina
Durante a navegação, Humboldt efetua medidas astronômicas, meteorológicas, de magnetismo, de temperatura e de composição química do mar. O Pizarro chegou a Cumaná, na Venezuela em 16 de julho. Lá, na noite de 11-12 de novembro, Humboldt observa uma extraordinária chuva de meteoros (as Leônidas), que constitui o ponto inicial da nossa percepção da periodicidade do fenômeno; depois disso, ele segue com Bonpland para Caracas. Na América, revolta-se com a maneira pela qual se vendem e se avaliam os escravos, mesmo se é nas possessões espanholas onde eles são mais bem tratados.
Em fevereiro de 1800 deixa a costa com o intuito de explorar o curso do rio Orinoco. Essa viagem, que durou quatro meses e cobriu mais de 2 750 km de uma terra inabitada, selvagem e inóspita, teve como resultado a descoberta da existência de uma comunicação entre os sistemas hidrográficos do Orinoco e do rio Amazonas, (o canal Casiquiare, que liga o Orinoco ao Amazonas), e a determinação exata do ponto de bifurcação. Humboldt e Bonpland não são os primeiros europeus a tomar essa rota, mas o rigor dos seus dados e das descrições que realizaram fez com que não existissem mais dúvidas sobre a existência de uma passagem navegável entre os dois rios.

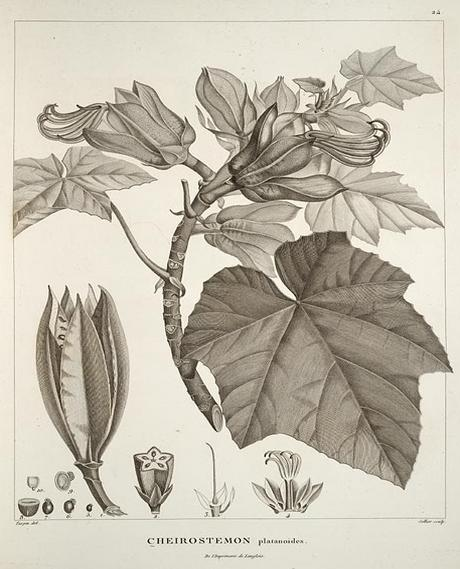
Chiranthodendron pentadactylon, ilustração criada por Alexander von Humboldt

Recolhem diversos espécimens de animais e plantas desconhecidos, e Humboldt anota meticulosamente a temperatura do rio, do solo e do ar, assim como a pressão atmosférica, a inclinação magnética, a longitude e a latitude. Em Calabozo, algumas enguias elétricas foram capturadas por Alexander von Humboldt (com Aimé Bonpland) por volta de 19 de março de 1800. Os pesquisadores receberam choques elétricos violentos durante suas experiências.
Em 24 de novembro os dois amigos partem para Cuba, e depois de uma estada de alguns meses retornam para Cartagena. 
Humboldt descobre que Baudin deixou a França e deve chegar em Lima, no Peru. Para evitar a ausência dos alíseos, Humboldt e Bonpland decidem continuar por via terrestre ao longo dos Andes, passando doze meses em altitude através dos vulcões. Eles têm os pés em sangue, mas recusam fazer como a aristocracia local: serem transportados em cadeiras fixas nas costas de índios.
Subindo o curso do Magdalena e atravessando os picos gelados dos Andes, chegam em Quito em 6 de janeiro de 1802. Durante essa estada, escalaram o Pichincha e o Chimborazo e terminaram em uma expedição às fontes do Amazonas, a caminho de Lima, onde chegam em 22 de outubro de 1802.
Humboldt ganha um renome mundial ao escalar o Chimborazo, pico considerado na época como o mais alto do mundo.
Em Callao, Humboldt observa o Trânsito de Mercúrio em 9 de novembro e estuda as propriedades fertilizantes do guano, cuja introdução na Europa muito se deveu às suas obras. Uma viagem tumultuada, sob uma tempestade, levou-os para o México, onde residiram durante um ano.
Humboldt e seus companheiros passaram o ano de 1803 a percorrer o México. Humboldt escreverá seu Ensaio político sobre o reino da Nova Espanha, o primeiro ensaio geográfico regional, no qual ele relata sumariamente suas viagens. No México, estuda o calendário asteca.
Ele embarca em seguida para a Havana, a fim de recuperar suas coleções lá depositadas havia mais de três anos.

### Passagem pelos Estados Unidos
Estimando seu dever saudar o presidente Thomas Jefferson, Humboldt prolonga sua viagem e vai, em companhia de Bonpland e do jovem equatoriano Carlos de Montúfar – que viria a se tornar um dos libertadores do Equador –, para a Filadélfia, até pouco capital do país, onde é acolhido pela Sociedade Americana de Filosofia, criada sobre o modelo da Royal Society de Londres. 
Humboldt passa a maior parte do seu tempo com os membros da sociedade. Bonpland e Montúfar, não falando o inglês, têm um papel de figurantes. Humboldt encontra Jefferson, com quem discute sobre história natural, costumes diferentes de acordo com o país e as maneiras de melhorar o nível de vida. Os dois homens se entendem tão bem que Jefferson convida Humboldt a passar sua estada na Filadélfia na casa dele.
Eles zarparam para a Europa na embocadura do Delaware, chegando em Bordeaux em 3 de agosto de 1804.

### Resultados da expedição latino-americana
A expedição de Humboldt e Bonpland, com uma duração de cinco anos, custou a Humboldt o terço de suas economias. Foi uma das mais notáveis expedições científicas de todos os tempos, com uma massa de dados de um valor científico inestimável, ainda mais valiosa que os espécimens que eles puderam recolher.
Humboldt e Bonpland percorreram, durante sua expedição através das Américas, um total de 9 650 km, tanto a pé, como a cavalo ou em canoas. A expedição atravessou as terras dos atuais Venezuela, Colômbia, Equador, Peru, Cuba e México (foi impedido de permanecer no Brasil, pois os portugueses consideraram-no um possível espião alemão, após encontrarem-no em terras brasileiras perto da fronteira venezuelana). A característica que torna essa expedição absolutamente excepcional é que ela foi levada a cabo sem nenhum interesse comercial; sua única motivação foi o desejo de conhecimento e a curiosidade.
Durante sua expedição pelas Américas de 1799 a 1804, ele precisou latitudes e longitudes, melhorou mapas, identificou 60 mil plantas, das quais 6,3 mil até então desconhecidas, desenvolveu a geografia das plantas e descreveu a corrente que levou mais tarde seu nome (corrente de Humboldt).
Graças à sua excepcional expedição, Humboldt pode ser considerado como tendo lançado as bases das ciências físicas da geografia e da meteorologia. Pelo seu estudo (em 1817) das isotermas, ele sugeriu a ideia e entreviu os métodos de comparação das condições climáticas de vários países. Ele primeiramente investigou a taxa de decaimento da temperatura média com o aumento da altitude acima do nível do mar, e forneceu, pelas suas questões e pesquisas sobre a origem das tempestades tropicais, a primeira pista para a detecção da lei, mais complicada, governando as perturbações atmosféricas em altas latitudes. Seu ensaio sobre a geografia das plantas foi baseado na (então) recente ideia de estudar como as condições físicas variadas alteram a distribuição da vida.
Sua descoberta da diminuição da intensidade do campo magnético terrestre dos polos ao equador foi comunicada ao Instituto de Paris em uma dissertação por ele lida em 7 de dezembro de 1804, e sua importância foi atestada pelo rápido surgimento de reivindicações rivais. Seus serviços à Geologia basearam-se principalmente no seu atento estudo dos vulcões do Novo Mundo. Ele mostrou que eles se classificavam naturalmente em grupos lineares, presumidamente correspondendo a vastas fissuras subterrâneas; e, pela sua demonstração da origem ígnea de rochas cuja origem era anteriormente considerada aquosa, ele contribuiu imensamente para a eliminação dessas hipóteses errôneas.
A condensação e a publicação da massa enciclopédica de materiais - científicos, políticos e arqueológicos - coletados por ele durante sua ausência da Europa eram a sua preocupação mais urgente. Antes de se atacar a essa tarefa gigantesca, no entanto, fez uma rápida visita à Itália com Gay-Lussac com o intuito de investigar a lei da declinação magnética, e uma estadia de dois anos e meio na sua cidade natal.

### Aclamação de Humboldt
Com exceção de Napoleão Bonaparte, Humboldt era então o homem mais famoso da Europa. Aplausos acolhiam-no em todos os lugares aonde ia. Academias, nacionais e estrangeiras, estavam ansiosas para tê-lo entre seus membros. 
Em janeiro de 1808, Humboldt é enviado a Paris pelo rei da Prússia, acompanhado pelo príncipe Wilhelm, para tentar negociar uma diminuição o valor das indenizações de guerra. Desde que a França invadiu a Prússia, Humboldt não recebe mais as rendas de seus domínios. Ele vive em Paris em um quarto mobiliado, que divide com Gay-Lussac, não dormindo mais do que três ou quatro horas por dia. Em Paris, ele tem a firme intenção de assegurar a cooperação científica necessária para publicar seu grande trabalho. Essa tarefa colossal, que ele inicialmente estimou em dois anos, acabou durando 22 anos, e ainda assim ficou incompleta.
Ele é espionado pela polícia francesa, pois é alemão e sua correspondência privada reflete as opiniões políticas dos salões parisienses. Humboldt escreve entre mil a duas mil cartas por ano. Acaba passando dezoito anos em Paris, durante os quais publica seu Voyage interminable sur l'Amérique du Sud (Viagem interminável pela América do Sul).
Em 1826 recebe uma carta do rei da Prússia ordenando-o de deixar Paris. Ele pode somente passar 4 meses de férias por ano na cidade-luz. Em Berlim, Humboldt é aparentemente detestado por suas ideias liberais.
Em 1828 obtém bastante sucesso ao dar cursos na universidade e, mais tarde, conferências diante de um público mais vasto. Em Berlim, a comunidade científica não costumava realizar reuniões científicas, como era o caso de Paris, para a confrontação e discussão de ideias. Humboldt organiza uma reunião da Associação Científica em Berlim à qual participam 600 dos mais renomados cientistas.

### Explorações na Rússia
Em 1827, o ministro russo das finanças pede a Humboldt sua opinião sobre a emissão de moedas de platina. Como o preço da platina era instável, Humboldt se mostra desfavorável à ideia e sugere ir estudar as minas dos Urais. Em março de 1829, ano dos seus 60 anos, Humboldt viaja para a Rússia, com as despesas pagas pelo imperador, com Gustave Rose, professor de química e de mineralogia, C.G Ehrenberg, naturalista e zoólogo, e um empregado doméstico. Na Rússia, ele é acolhido como uma importante personalidade oficial. Ele tem suas refeições com a família do czar. Ao deixar Moscou, juntam-se à expedição responsáveis da indústria mineira e burocratas das autoridades locais.
Humboldt passa um mês estudando as minas dos Urais. Graças à presença de filões de platina e de areias auríferas, ele prediz a existência de diamantes nos Urais. Humboldt e Rose investigam cada jazida de ouro que encontram no microscópio. Foi o conde Polier, proprietário de tais jazidas, e a quem Humboldt explicou sua teoria, que encontrou o primeiro diamante dos Urais.
A expedição atravessa a Sibéria até o Altai. Como de hábito, Humboldt realiza medições barométricas. Humboldt e seus companheiros retornam após seis meses de expedição e após terem percorrido aproximadamente 17 000 km. Humboldt estudou e simulou a colocação de uma rede de estações magnéticas e meteorológicas fazendo observações regulares e funcionando com aparelhos idênticos. Ele deixa aos cuidados de Rose e Ehrenberg a publicação dos resultados da expedição. Será somente anos mais tarde que será publicado seu Ásia Central (em três volumes).

### Humboldt como diplomata
Entre 1830 e 1848, Humboldt foi frequentemente empregado em missões diplomáticas à corte de Luís Filipe I, com quem mantinha relações pessoais cordiais. A morte de seu irmão, Wilhelm von Humboldt, que morreu nos seus braços em 8 de abril de 1836, entristeceu os últimos anos de sua vida. Ao perder o irmão, Alexander lamentou ter "perdido uma metade de si mesmo." A ascensão ao trono do príncipe Frederico Guilherme IV, após a morte de seu pai em junho de 1840, aumentou o seu favoritismo na corte. O novo rei solicitava-o frequentemente como conselheiro da corte. Humboldt utiliza sua função de conselheiro privado do rei para militar pela emancipação dos judeus e pela abolição do servilismo na Prússia, enquanto o rei o utiliza como enciclopédia ambulante. A popularidade de Humboldt permanece grande, apesar das inimizades que ele adquire junto aos reacionários próximos do rei. Em 1857, a loucura que afeta o rei permite a Humboldt ter mais tempo para seus trabalhos.
Em 1852, Humboldt recebe a medalha Copley da Royal Society de Londres.

### O "Kosmos"
Não é frequente que um homem adie aos seus 76 anos, e então execute com sucesso, a coroação da obra da sua vida. No entanto, foi este o caso de Humboldt. Os primeiros dois volumes do Kosmos foram publicados, e basicamente elaborados, entre os anos 1845 e 1847.
A ideia de um trabalho que deveria comunicar não somente uma descrição gráfica, mas principalmente uma concepção engenhosa do mundo físico que pudesse ser generalizada por detalhes e ressaltar detalhes através da generalização preenchia seu espírito havia mais de meio século. Tomou uma forma definida pela primeira vez em uma série de conferências por ele proferidas na universidade de Berlim, no inverno de 1827-1828. Essas conferências constituíram, como nota seu último biógrafo, "o esboço para o grande afresco do Kosmos". 
O objetivo desta obra notável pode ser brevemente descrito como sendo a representação da unidade no meio da complexidade da Natureza. Nessa obra, os grandes e vagos ideais do século XVIII são recuperados e combinados com as necessidades científicas do século XIX. Apesar de inevitáveis imperfeições, a tentativa foi eminentemente bem-sucedida. 
Um estilo um pouco pesado e um tratamento às vezes pitoresco demais tornam a obra mais imponente que atraente ao leitor casual. Mas seu valor supremo consiste no fato de representar fielmente o reflexo da mente de um grande homem. Não existe maior elogio que possa ser feito a Alexander von Humboldt do que dizer que, ao tentar, e não em vão, representar o universo, ele conseguiu de maneira ainda mais perfeita representar a sua própria inteligência compreensiva.
A última década de sua longa vida - seus anos "improváveis", como ele costumava chamá-los - foi dedicada à continuação da sua obra, cujos terceiro e quarto volumes foram publicados em 1850-1858, e um fragmento de um quinto postumamente em 1862. Nestes volumes, ele procurou detalhar de acordo com os ramos das ciências o que expusera de maneira geral no primeiro volume. 
Não obstante seu alto valor individual, é preciso admitir que, de um ponto de vista artístico, essas adições foram deformações. A ideia característica da obra, na medida em que uma ideia tão gigantesca pudesse ser transposta em forma literária, havia sido completamente desenvolvida nas suas partes iniciais, e a tentativa de transformá-la em uma enciclopédia científica foi na verdade uma negação da sua motivação inicial.
O trabalho e a precisão de Humboldt nunca foram mais visíveis do que durante a concepção deste último troféu à sua genialidade. Tampouco apoiou-se somente em seus próprios trabalhos; deveu grande parte do que conseguiu à sua rara capacidade de assimilar ideias e aproveitar a cooperação de terceiros. Humboldt estava tão pronto a receber reconhecimento quanto a dá-lo. As notas do Kosmos são repletas de citações loquazes em que ele, de certa maneira, reconhece suas "dívidas" intelectuais.

### Doença e morte

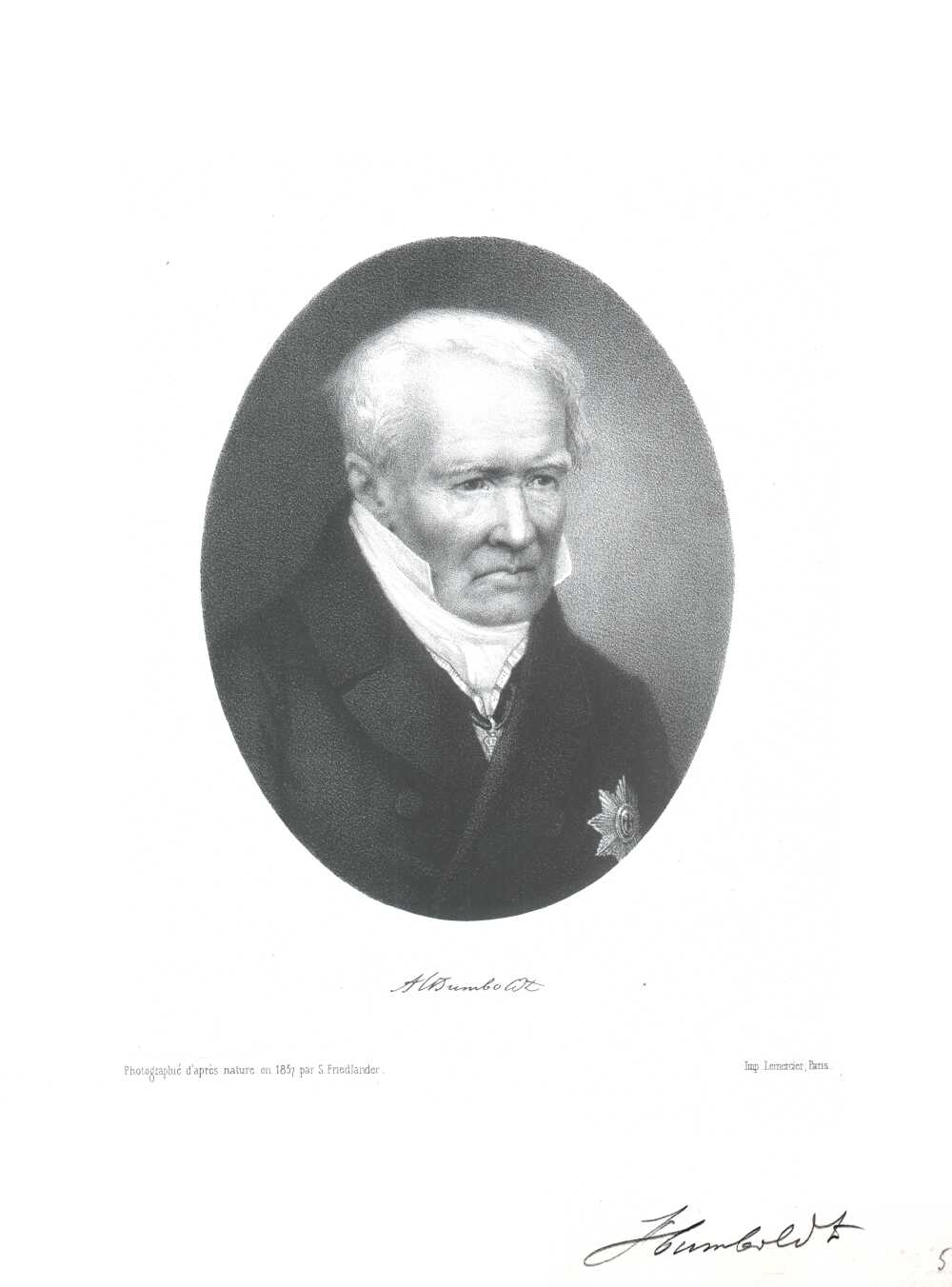
Alexander von Humboldt em 1857

Em 24 de fevereiro de 1857 Humboldt teve uma crise de apoplexia leve, que não deixou traços perceptíveis. Foi somente durante o inverno de 1858-1859 que suas forças começaram a diminuir, e, em 6 de maio, ele morreu tranquilamente, quatro meses antes de completar seus noventa anos. 
As honras que lhe foram reservadas durante sua vida seguiram-no após sua morte. Seus restos mortais, antes de serem enterrados no mausoléu familiar de Tegel, foram transportados em funerais nacionais pelas ruas de Berlim, e recebidos pelo príncipe regente, a cabeça descoberta, na porta da catedral. O primeiro centenário de seu nascimento foi celebrado em 14 de setembro de 1869, com igual entusiasmo no Novo e Velho Mundo, e os numerosos monumentos erigidos e as novas regiões descobertas denominadas em sua honra testemunham a difusão universal de sua fama e popularidade.

## Contribuições de Humboldt à ciência
Os textos sul-americanos de Humboldt compreendem trinta volumes publicados em trinta anos. Compõem-se de livros científicos, atlas, tratados de geografia e economia sobre Cuba e o México, uma narrativa de suas viagens e um Examen critique de l'histoire de la géographie du Nouveau Continent (Exame crítico da história e da geografia do novo continente). Humboldt escreveu seus textos científicos em colaboração com outros cientistas. Dedicou o volume consagrado à geologia a seu amigo Goethe. 
Em seu Kosmos, cujo objetivo era de comunicar a excitação intelectual e a necessidade prática da pesquisa científica, ele descreve em cinco volumes todos os conhecimentos da época sobre os fenômenos terrestres e celestes.
Atribui-se a Humboldt a invenção de novas expressões como isodinâmicas, isotermas, isóclinas, jurássico e tempestade magnética. Ele lançou as bases da geografia física e da geofísica, notadamente da sismologia. Ele demonstra que não pode haver conhecimento sem experimentação verificável.

### Breve descrição das viagens de Humboldt
Entre 1799 e 1804, von Humboldt viajou pela América do Sul, explorando-a e descrevendo-a pela primeira vez de um ponto de vista científico. Nos cinco volumes da sua obra Kosmos, ele tentou elaborar uma descrição física do mundo. Humboldt apoiou (e colaborou com) outros cientistas, entre os quais Justus von Liebig e Louis Agassiz.

### Espécies e lugares denominados em homenagem a Humboldt
Como resultado de suas explorações, von Humboldt descreveu diversos aspectos geográficos e espécies que eram até então desconhecidos dos europeus. Espécies denominadas em sua homenagem incluem:
- Pinguim-de-humboldt

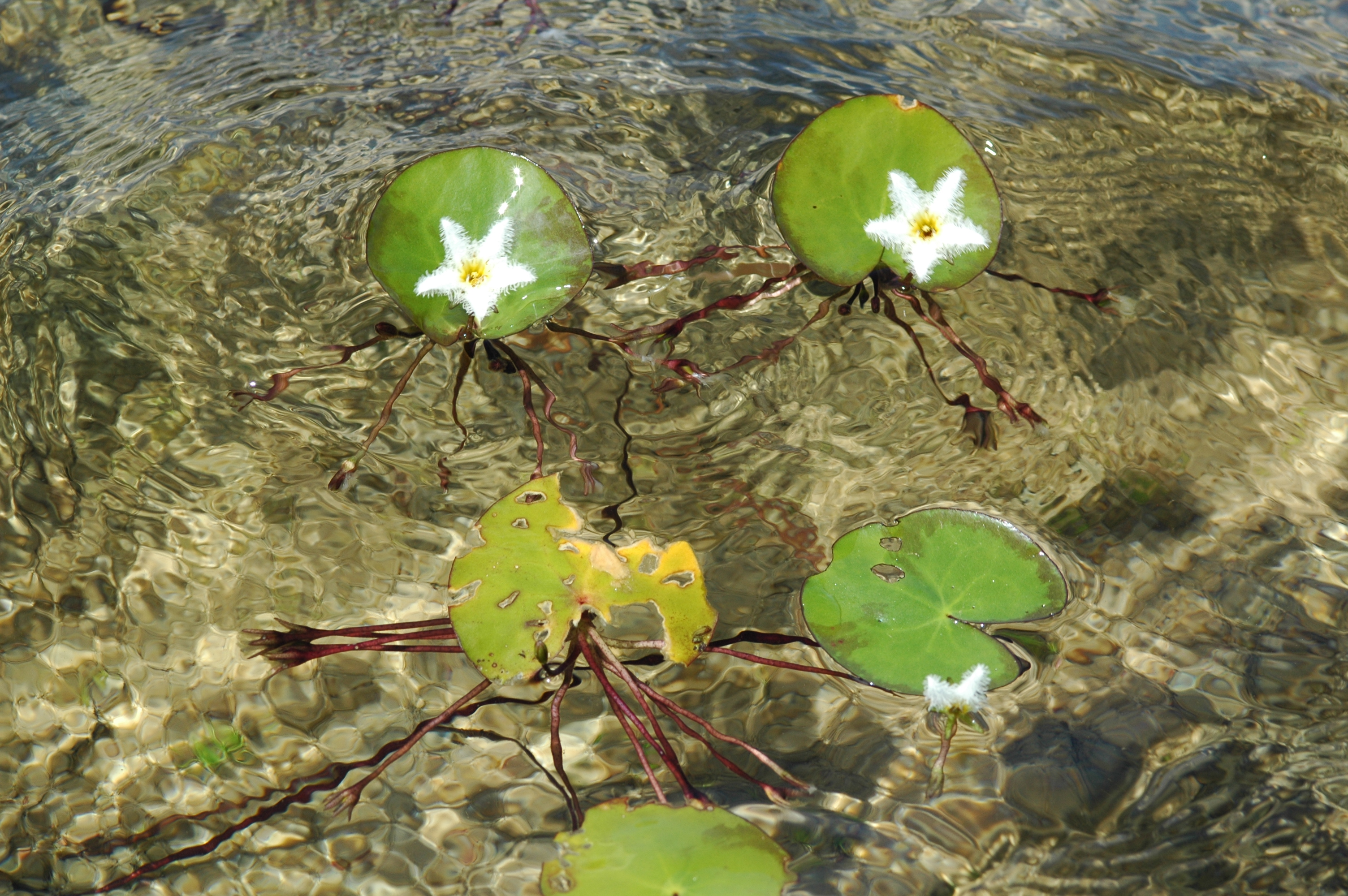
Herbácea aquática flutuante, Nymphoides humboldtiana

- Phragmipedium humboldtii - uma orquídea
- Quercus humboldtii - Carvalho sul-americano
- Conepatus humboldtii - Espécie de cangambá (inglês: Hog-nosed Skunk)
- Annona humboldtii - Espécie de arbusto
- Annona humboldtiana - Espécie de arbusto
- Utricularia humboldtii - Planta carnívora (inglês: bladderwort)
- Geranium humboldtii - um gerânio
- Salix humboldtiana - salgueiro (árvore)
- Nymphoides humboldtiana - Planta aquática

Aspectos e acidentes geográficos denominados em sua homenagem incluem a corrente de Humboldt, o rio Humboldt, a cadeia de montanhas East and West Humboldt Range, os condados estado-unidenses de Humboldt County, na Califórnia, e Humboldt County, no Iowa e o parque Humboldt no lado oeste de Chicago. Além disso, o mar lunar Mare Humboldtianum foi assim denominado em sua homenagem, bem como o asteroide 54 Alexandra.

### A Fundação Alexander von Humboldt
Após sua morte, seus amigos e colegas criaram a Fundação Alexander von Humboldt (Stiftung em alemão) para manter o generoso apoio de Humboldt a jovens cientistas. Apesar de a dotação inicial ter se perdido durante a hiperinflação alemã dos anos vinte, e novamente após a Segunda Guerra Mundial, a fundação tem recebido apoio do governo alemão e tem um papel importante na atração de pesquisadores estrangeiros à Alemanha, possibilitando também a pesquisadores alemães trabalharem no estrangeiro por um determinado período.

## Publicações

### Biografias
A mais recente e elogiada biografia de Humboldt é "A invenção da Natureza" (The Invention of Nature: Alexander von Humboldt's New World), de Andrea Wulf, eleita melhor obra literária de não ficção de 2015 segundo New York Times, The Guardian e Time. Uma boa biografia de Humboldt é a do professor Karl Bruhns (3 vols., 8vo, Leipzig, 1872), traduzida para o inglês por Misses Lasseil em 1873. Breves notas à sua carreira são fornecidas por A. Dove em Allgemeine deutsche Biographie, e por S. Gunther em Alexander von Humboldt (Berlin, 1900).

### Obras
Le voyage aux régions equinoxiales du Nouveau Continent, fait en 1799-1804, par Alexandre de Humboldt et Aimé Bonpland (Paris, 1807, etc.), era composto de 30 fólios e quatro volumes, e englobava um número considerável de obras subordinadas, mas importantes, entre as quais podem-se enumerar:
- Vue des Cordillères et monuments des peuples indigènes de l'Amérique (2 vols. fólio, 1810);
  - Na Internet: Biblioteca nacional francesa
- Examen critique de l'histoire de la géographie du Nouveau Continent (1814-1834);
- Atlas géographique et physique du royaume de la Nouvelle Espagne (1811);
- Essai politique sur le royaume de la Nouvelle Espagne (1811);
- Essai sur la géographie des plantes (1805, hoje muito raro);
- e Relation historique (1814-1825), uma narração não terminada de suas viagens, incluindo o Essai politique sur l'île de Cuba.

Outras de suas publicações são
- Nova genera et species plantarum (7 vols. fólio, 181 5?1825), contendo descrições de mais de 4500 espécies de plantas coletadas por Humboldt e Aimé Bonpland, compilado principalmente por Karl Sigismund Kunth;
- J. Oltmanns ajudou na preparação do Recueil d'observations astronomiques (1808);
- Cuvier, Latreille, Valenciennes e Gay-Lussac cooperaram no Recueil d'observations de zoologie et d'anatomie comparée (1805-1833).
- Ansichten der Natur (Stuttgart e Tübingen, 1808) de Humboldt teve três edições ao longo da sua vida, e foi traduzido em praticamente todas as línguas européias.
  - Na Internet: Projekt Gutenberg-DE

Os resultados de sua viagem asiática foram publicados em Fragments de géologie et de climatologie asiatiques (2 vols. 8vo, 1831), e em Asie centrale (3 vols. 8vo, 1843), uma expansão da obra anterior. As notas e documentos lidos por ele diante de sociedades científicas, ou contribuições a periódicos científicos, são numerosos demais para especificação.
Sem esquecer, é claro
- Kosmos - Entwurf einer physischen Weltbeschreibung. 1845-1862
  - Na Internet: Kurt Stübers Online Bibliothek (em alemão), Posner Memorial Collection, Biblioteca nacional francesa

### Correspondências de Humboldt
Desde sua morte, uma parte considerável de suas correspondências tem se tornado pública. A primeira delas, em ordem cronológica e de importância, são suas Briefe an Varnhagen von Enze (Leipzig, 1860). Elas foram seguidas rapidamente de Briefwechsel mit einem jungen Freunde (Friedrich Althaus, Berlin, 1861); Briefwechsel mit Heinrich Berghaus (~vols., Jena, 1863); Correspondance scientifique e littéraire (2 vols., Paris, 1865?1869); Lettres à Marc-Aug. Pictet, publicadas em Le Globe, tomo vii. (Genebra, 1868); Briefe an Bunsen (Leipzig, 1869); Briefe zwischen Humboldt und Gauss (1877); Briefe an seinen Bruder Wilhelm (Stuttgart, 1880); Jugendbriefe an W. G. Wegener (Leipzig, 1896); além de outras coleções de menor importância. Uma edição das principais obras de Humboldt foi publicada em Paris por Também. Morgand (1864?1866). Veja também: Karl von Baer, Bulletin de l'acad. des sciences de St-Pétersbourg, xvii. 529 (1859); R. Murchison, Proceedings, Geog. Society of London, vi. (1859); L. Agassiz, American Jour. of Science, xxviii. 96 (1859); Proc. Roy. Society, X. xxxix.; A. Quetelet, Annuaire de l'acad. des sciences (Bruxelas, 1860), p. 97; J. Mädler, Geschichte der Himmelskunde, ii. 113; J.C.Houzeau, Bibl. astronomique, ii. 168. (A. M. C.)